# Tuek Khleang
Tuek Khleang es una comuna (khum) del distrito de Lvea Em, en la provincia de Kandal, Camboya. En marzo de 2008 tenía una población estimada de 3371 habitantes.
Se encuentra ubicada al sur del país, en la llanura central camboyana, a escasa distancia del río Mekong, de Nom Pen —la capital del país— y de la frontera con Vietnam.